# Хенрик Датский
Его превосходительство Хенрик, граф Монпенза (дат. Henrik, greve af Monpezatt; род. 4 мая 2009, Копенгаген) — член датской королевской семьи, младший сын принца Иоахима, внук бывшей королевы Маргрете II.

## Биография
Принц Хенрик родился 4 мая 2009 года в Копенгагене, в университетском госпитале в семье принца Иоахима и его второй жены принцессы Мари Датской. 26 июля 2009 года был крещён в церкви Мёгельтондер, при крещении он получил имя Хенрик Карл Иоахим Ален. Первое имя получил в честь своего деда со стороны отца, второе в честь отца, а третье в честь деда по матери.
11 августа 2015 года Хенрик поступил в 0 класс в католической частной школе Sct. Йозеф Сёстренес. Через четыре года, вместе с родителями и младшей сестрой Афиной переехал во Францию, где был зачислен в частную школу Монсо в Париже.
В сентябре 2022 года королева Маргрете II лишила его и трёх других детей принца Йоакима титула Королевское высочество, но при этом они сохранили места в престолонаследии на датский престол. С 1 января 2023 года его титул называется Его превосходительство Херник, граф Монпенза.
18 мая 2023 года Хенрик прошёл обряд конфирмации во Фредерикскиркене, датской церкви в Париже. Обряд конфирмации был проведён епископом Хенриком Виг Поулсеном, церемонию посетили его родные и крёстные.